# Voting Rights Act

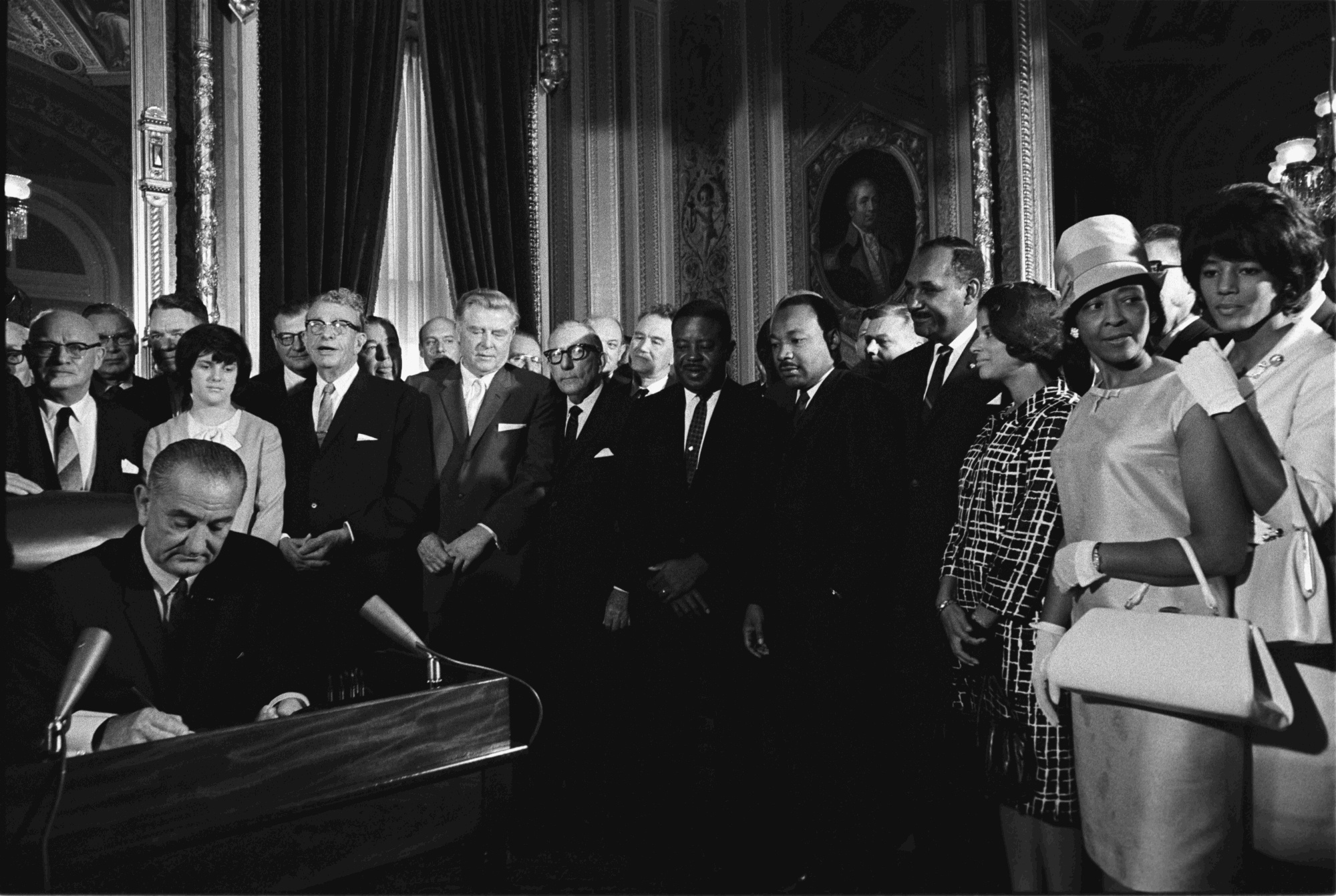
Präsident Lyndon B. Johnson unterschreibt den Voting Rights Act, 6. August 1965

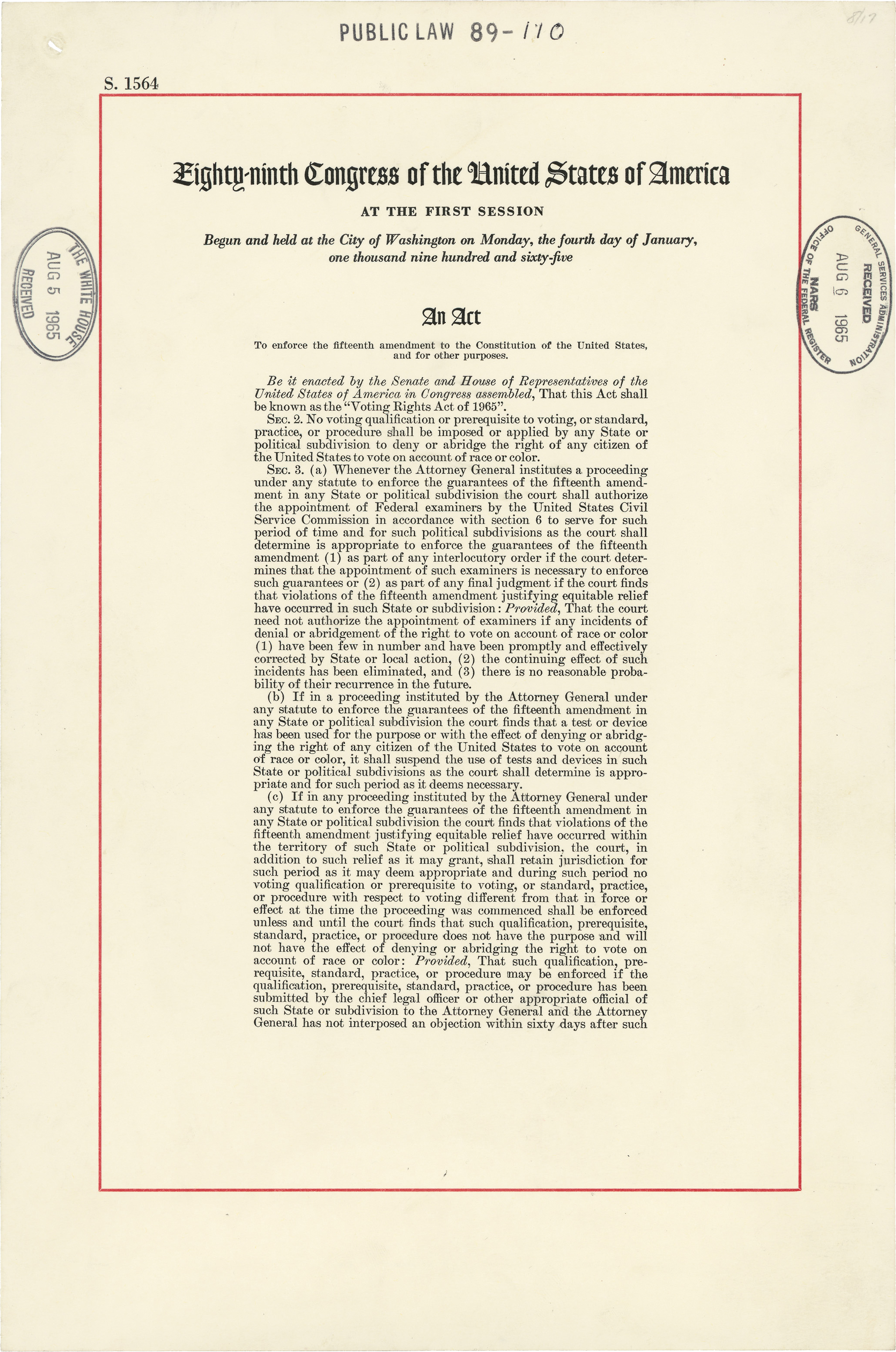
Voting Rights Act

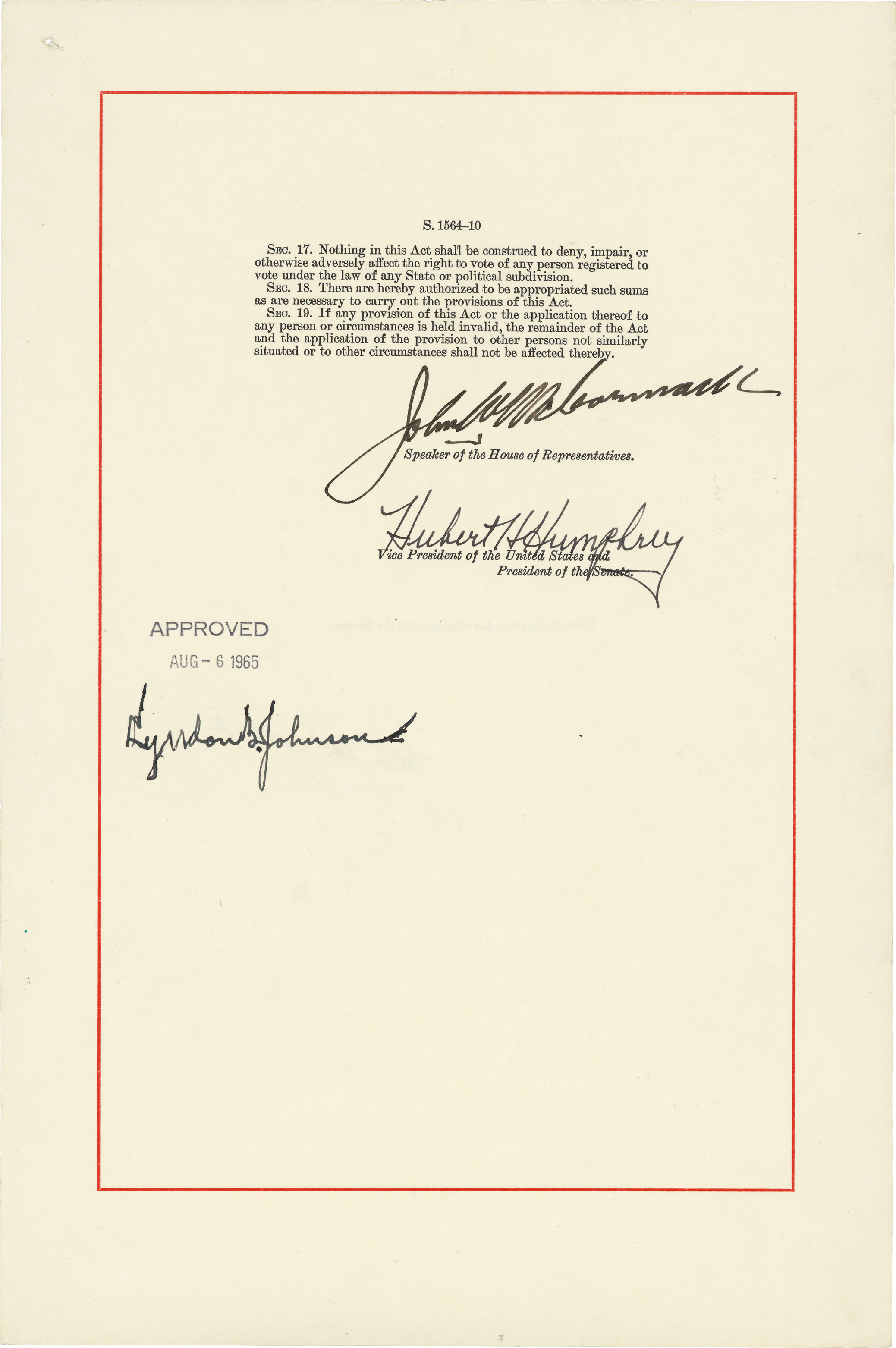
Der Voting Rights Act wurde von Präsident Johnson, Vizepräsident Humphrey und dem Sprecher des US-Repräsentantenhauses McCormack unterzeichnet

Der Voting Rights Act of 1965 (deutsch Wahlrechtsgesetz von 1965) ist ein US-amerikanisches Bundesgesetz, das die gleiche Beteiligung von Minderheiten, besonders Afroamerikanern, bei US-Wahlen gewährleisten soll.
Im Einzelnen schaffte es diskriminierende Analphabetismus-Tests für potenzielle Wähler ab, verbot Gerrymandering, wenn es Minderheiten benachteiligte, zentralisierte die Wählerregistrierung auf Bundesebene in Gegenden, in denen weniger als 50 Prozent der Einwohner registrierte Wähler waren, und gab dem US-Justizministerium diverse Kontrollrechte über das Wahlgesetz in Gegenden, in denen Afroamerikaner mehr als fünf Prozent der Bevölkerung stellen.
Das Gesetz passierte beide Häuser des Kongresses mit großer Mehrheit, wurde vom damaligen Präsidenten Lyndon B. Johnson am 6. August 1965 unterzeichnet und 1970, 1975, 1982 und 2006 jeweils vom Kongress erneuert.
Im Juni 2013 hob der Oberste Gerichtshof der Vereinigten Staaten Paragraph 4b des Gesetzes auf, welcher die Bundesstaaten und Countys festlegt, deren Wahlrecht einer vorherigen Freigabe nach Paragraph 4a des Gesetzes bedarf. Jene Entscheidung führte in Politik und US-Öffentlichkeit zu kontroversen Diskussionen.

## Hintergrund
Das Gesetz reagierte auf die Tatsache, dass Analphabetismus-Tests und andere lokale Maßnahmen vor allem in den Südstaaten genutzt wurden, um im Schnitt ärmere und schlechter gebildete Afroamerikaner systematisch von der Wahl auszuschließen. Da die Wahlgesetze in den Vereinigten Staaten generell nicht auf Bundesebene geregelt werden und die oft die Rassentrennung befürwortenden Southern Democrats in den Südstaaten stabile Mehrheiten in den staatlichen Organen besaßen, hatten diese vielfältige Möglichkeiten, die Bestimmungen der Verfassung zu umgehen oder aufzuweichen, die eine Diskriminierung von Afroamerikanern verboten. Die Gleichheit des Wahlrechts sicherzustellen, war eine der Hauptforderungen der amerikanischen Bürgerrechtsbewegung.
Generell gibt es in den Vereinigten Staaten kein „Recht zu wählen“, das Wahlrecht ist juristisch ein vom Bundesstaat vergebenes Privileg. Zusammen mit drei Zusatzartikeln zur Verfassung hat der Voting Rights Act dazu geführt, dass der Oberste Gerichtshof ein grundsätzliches Recht (fundamental right) festgestellt hat, Stimmrecht zu haben. Einschränkungen des Wahlrechts sind damit nicht ausgeschlossen, bedürfen aber einer genauen verfassungsrechtlichen Untersuchung.

## Gesetzgebung
Die Debatten um den Voting Rights Act fallen mit dem Höhepunkt der Bürgerrechtsbewegung und den Selma-nach-Montgomery-Märschen zusammen. Martin Luther King, der damals führende afroamerikanische Bürgerrechtler, forderte bereits bei einem Treffen mit US-Präsident Lyndon B. Johnson im Dezember 1964 ein solches Gesetz. Der Präsident stand dem Vorhaben zwar positiv gegenüber, erklärte King jedoch, ein solches Gesetz sei so kurze Zeit nach dem Civil Rights Act zur Aufhebung der Rassentrennung politisch kaum umsetzbar. Johnson, der kurz zuvor mit überwältigender Mehrheit wiedergewählt wurde, wollte sich zunächst auf andere Bereiche wie Armutsbekämpfung und Gesundheitsfürsorge in seinem auf sozialen Ausgleich abzielenden Reformprojekt der Great Society konzentrieren. Nach den Vorfällen in Selma änderte er jedoch seine Haltung und sicherte King zu, das Wahlrechtsgesetz schnellstmöglich durchsetzen zu wollen.
Johnson gab das Gesetz dem Kongress am 17. März 1965, nachdem er zwei Tage zuvor zu den Senatoren und Abgeordneten im Plenum gesprochen hatte. Diese Ansprache blieb vor allem durch seinen Gebrauch des Ausspruchs der von der Bürgerrechtsbewegung gebrauchten Hymne We Shall Overcome in Erinnerung. Nach einem erfolglosen Filibuster-Versuch im Senat verabschiedete dieser es am 25. Mai des Jahres, das Repräsentantenhaus am 10. Juli. Da US-Gesetze von beiden Kammern des Kongresses wortgleich verabschiedet werden müssen und in beiden Kammern verschiedene Änderungsanträge durchgebracht wurden, ging das Gesetz an den Vermittlungsausschuss, der eine Konsensversion erarbeitete. Das Repräsentantenhaus verabschiedete das Gesetz am 3. August 1965 und der Senat am 4. August. Präsident Lyndon B. Johnson unterzeichnete es am 6. August im Rahmen einer Zeremonie im Kapitol, zu der auch zahlreiche afroamerikanische Bürgerrechtler wie Martin Luther King erschienen waren.

### Abstimmungen
Ursprungsentwurf:
Senat: 77–19
- Demokraten: 47–17
- Republikaner: 30–2

House: 333–85
- Demokraten: 221–61
- Republikaner: 112–24

Konsensversion:
Senat: 79–18
- Demokraten: 49–17
- Republikaner: 30–1

House: 328–74
- Demokraten: 217–54
- Republikaner: 111–20

## Erneuerung

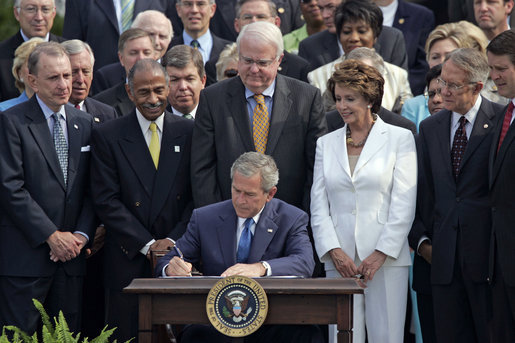
George W. Bush bei der Unterzeichnung zur Verlängerung des Gesetzes im Juli 2006

Der Kongress verabschiedete den Voting Rights Act nur befristet, so dass er ihn 1970, 1975 und 1982 erneuern musste. 1982 und 2006 verlängerte er ihn jeweils für weitere 25 Jahre. Alle Erneuerungen wurden von republikanischen Präsidenten (Richard Nixon 1970, Gerald Ford 1975, Ronald Reagan 1982 und George W. Bush 2006) unterzeichnet. Ein Paragraph hiervon wurde allerdings 2013 vom Obersten Gerichtshof für aufgehoben erklärt (vgl. unten).

## Freigabe
Laut Paragraph 5 des Gesetzes muss das United States Department of Justice jeden Versuch, Wahlrechte in gekennzeichneten Gegenden (covered jurisdictions) zu ändern, freigeben (preclear). Dabei muss die Organisation, die das Wahlrecht ändern will, beweisen, dass diese Änderung nicht zum Ziel hat, Minderheiten vom Wählen auszuschließen.

### Gegenden, die eine Freigabe benötigten
- Alabama
- Alaska
- Arizona
- Georgia
- Louisiana
- Mississippi
- South Carolina
- Texas
- Virginia, außer Fairfax, Frederick County und Shenandoah County
- Einzelne Countys in Kalifornien, Florida, New York, North Carolina sowie South Dakota und einige Städte in Michigan und New Hampshire.

## Aufhebung von Paragraph 4 durch den Obersten Gerichtshof
Die Regelung, welche Staaten, Countys und Kommunen eine Freigabe benötigen, wurde am 24. Juni 2013 vom Obersten Gerichtshof der Vereinigten Staaten im Fall Shelby County v. Holder für ungültig erklärt. In dem mit fünf gegen vier Richterstimmen ergangenen Urteil führte das Gericht an, die Festlegung, welche Verwaltungseinheiten eine Freigabe der Bundesregierung benötigen, sei nicht mehr zeitgemäß. Die Verhältnisse in jenen Regionen hätten sich seit den 1960er Jahren stark verändert, womit die Regelung nicht mehr gerechtfertigt sei. In der Tat wurde diese Zuteilung seit der Verlängerung von 1975 nicht mehr erneuert. Das Urteil stieß bei Bürgerrechtlern auf heftige Kritik, auch US-Präsident Barack Obama äußerte sich enttäuscht zum Urteil. Andere Stimmen sehen hingegen die Rechte der einzelnen Bundesstaaten durch das Urteil gestärkt. Das Gericht stellte jedoch auch klar, dass die staatliche Aufsicht über das Wahlrecht, wie durch den Voting Rights Act festgelegt, an sich nach wie vor gültig sei. Die Entscheidung berühre „in keiner Weise das dauerhafte landesweite Verbot rassistischer Diskriminierung bei Wahlen“, so der Supreme Court. Die Richter forderten in ihrem Urteil den Kongress dazu auf, eine neue zeitgemäße Regelung für die Aufsicht des Wahlrechts zu finden. In einem Sondervotum bezeichnete die überstimmte Richterin Ruth Bader Ginsburg das Urteil als Hybris, da es die Gewaltenteilung massiv verletze. Es sei Aufgabe des Kongresses, die Gesetze zu machen, und der habe den Voting Rights Act regelmäßig bestätigt, zuletzt erst im Jahr 2006. Das Gericht sei nicht berechtigt einen Teil des Gesetzes aufzuheben, weil es sich selbst an Stelle des Kongresses setze und entscheiden wolle, wie das Gesetz hätte angepasst werden müssen.
In der Folge des Urteils brachte Anfang 2014 eine überparteiliche Gruppe von Abgeordneten einen Entwurf in den Kongress ein, der wieder eine Vorabprüfung für Wahlgesetze aus solchen Bundesstaaten und Regionen einführen sollte, die in den vergangenen 15 Jahren ein Wahlgesetz durch ein Gericht aufgehoben bekommen haben. Auch andere Verstöße gegen den Voting Rights Act sollten demnach dazu führen, dass ein Staat der Vorabkontrolle unterworfen wird. Der Gesetzentwurf kam aber im Kongress nicht zur Abstimmung.

## Schwächung von Abschnitt 2 durch den Obersten Gerichtshof
Im Jahr 2021 interpretierte der Oberste Gerichtshof im Fall Brnovich v. Democratic National Committee Abschnitt 2 des Voting Rights Act von 1965 neu und schwächte ihn erheblich ab. Das Urteil interpretierte die Formulierung der „Gesamtheit der Umstände“ in Abschnitt 2 dahingehend, dass dieser Wahlregeln, die unterschiedliche Auswirkungen auf die Gruppen hätten, die er schützen wolle, nicht generell verbiete. Dazu gehöre auch eine Regel, die unter Abschnitt 5 blockiert gewesen sei, bevor der Gerichtshof diesen Abschnitt in Shelby County v. Holder außer Kraft gesetzt habe. Insbesondere stellte das Urteil fest, dass die Angst vor Wahlbetrug solche Regeln rechtfertigen könne, auch ohne Beweise dafür, dass ein solcher Betrug in der Vergangenheit stattgefunden habe oder dass die neue Regel die Wahlen sicherer machen werde.